# Campionato americano femminile di pallacanestro 2003
Il 7º Campionato americano femminile di pallacanestro FIBA (noto anche come FIBA Americas Championship for Women 2003) si svolse dal 14 al 18 settembre 2003 a Culiacán, in Messico.
I Campionati americani femminili di pallacanestro sono una manifestazione biennale tra le squadre nazionali organizzato dalla FIBA Americas. L'edizione 2003 garantiva alla vincitrice l'accesso diretto al Torneo olimpico 2004.

## Squadre partecipanti
- Argentina
- Brasile
- Canada
- Cile
- Cuba
- Messico
- Rep. Dominicana

## Prima fase

### Gruppo A
| Squadra | G | V | P | PF  | PS  | DP   |
| ------- | - | - | - | --- | --- | ---- |
| Brasile | 2 | 2 | 0 | 216 | 98  | +118 |
| Messico | 2 | 1 | 1 | 107 | 167 | -60  |
| Cile    | 2 | 0 | 2 | 98  | 156 | -58  |

### Risultati
| Culiacán 17 settembre 2003, ore 21:00              | Brasile | 102 – 45 (26-10, 54-14, 75-29) referto | Cile |  |
| \| \| \| \| \| Janeth 23 \| Punti \| 19 Naranjo \| |         |                                        |      |  |
|                                                    |         |                                        |      |  |
| Janeth 23                                          | Punti   | 19 Naranjo                             |      |  |

| Culiacán 18 settembre 2003, ore 20:00             | Brasile | 114 – 53 (23-14, 57-31, 84-45) referto | Messico |  |
| \| \| \| \| \| Iziane 26 \| Punti \| 17 García \| |         |                                        |         |  |
|                                                   |         |                                        |         |  |
| Iziane 26                                         | Punti   | 17 García                              |         |  |

| Culiacán 19 settembre 2003, ore 20:00                | Messico | 54 – 53 (22-17, 30-28, 40-40) referto | Cile |  |
| \| \| \| \| \| García 21 \| Punti \| 14 Aragonese \| |         |                                       |      |  |
|                                                      |         |                                       |      |  |
| García 21                                            | Punti   | 14 Aragonese                          |      |  |

### Gruppo B
| Squadra         | G | V | P | PF  | PS  | DP   |
| --------------- | - | - | - | --- | --- | ---- |
| Cuba            | 3 | 3 | 0 | 258 | 171 | +87  |
| Canada          | 3 | 2 | 1 | 212 | 168 | +44  |
| Argentina       | 3 | 1 | 2 | 218 | 209 | +9   |
| Rep. Dominicana | 3 | 0 | 3 | 158 | 298 | -140 |

### Risultati
| Culiacán 17 settembre 2003, ore 16:00           | Cuba  | 102 – 50 (29-13, 55-22, 73-40) referto | Rep. Dominicana |  |
| \| \| \| \| \| Ávila 23 \| Punti \| 19 Durán \| |       |                                        |                 |  |
|                                                 |       |                                        |                 |  |
| Ávila 23                                        | Punti | 19 Durán                               |                 |  |

| Culiacán 17 settembre 2003, ore 18:00 | Canada | 57 – 56 (d.1t.s.) (18-6, 29-20, 35-35, 48-48) referto | Argentina |  |

| Culiacán 18 settembre 2003, ore 16:00                         | Cuba  | 77 – 63 (19-18, 43-33, 63-51) referto | Canada |  |
| \| \| \| \| \| Soria 25 \| Punti \| 11 Dales, Sutton-Brown \| |       |                                       |        |  |
|                                                               |       |                                       |        |  |
| Soria 25                                                      | Punti | 11 Dales, Sutton-Brown                |        |  |

| Culiacán 18 settembre 2003, ore 18:00             | Argentina | 104 – 73 (34-15, 60-28, 80-54) referto | Rep. Dominicana |  |
| \| \| \| \| \| Sánchez 25 \| Punti \| 29 Durán \| |           |                                        |                 |  |
|                                                   |           |                                        |                 |  |
| Sánchez 25                                        | Punti     | 29 Durán                               |                 |  |

| Culiacán 19 settembre 2003, ore 16:00              | Cuba  | 79 – 58 (22-11, 43-19, 59-41) referto | Argentina |  |
| \| \| \| \| \| Soria 17 \| Punti \| 16 Paoletta \| |       |                                       |           |  |
|                                                    |       |                                       |           |  |
| Soria 17                                           | Punti | 16 Paoletta                           |           |  |

| Culiacán 19 settembre 2003, ore 18:00              | Canada | 92 – 35 (26-14, 54-21, 74-30) referto | Rep. Dominicana |  |
| \| \| \| \| \| Brassard 17 \| Punti \| 22 Durán \| |        |                                       |                 |  |
|                                                    |        |                                       |                 |  |
| Brassard 17                                        | Punti  | 22 Durán                              |                 |  |

## Fase finale

### Finali 1º - 3º posto
|  | Semifinali | Semifinali | Semifinali |      |         | Finale 1º posto | Finale 1º posto | Finale 1º posto |  |
|  |            |            |            |      |         |                 |                 |                 |  |
|  | Brasile    | Brasile    | 71         |      |         |                 |                 |                 |  |
|  | Brasile    | Brasile    | 71         |      |         |                 |                 |                 |  |
|  | Canada     | Canada     | 65         |      |         |                 |                 |                 |  |
|  | Canada     | Canada     | 65         |      | Brasile | Brasile         | 90              |                 |  |
|  |            |            |            |      | Brasile | Brasile         | 90              |                 |  |
|  |            |            | Cuba       | Cuba | 71      |                 |                 |                 |  |
|  | Messico    | Messico    | Cuba       | Cuba | 71      | 49              |                 |                 |  |
|  | Messico    | Messico    |            |      |         | 49              |                 |                 |  |
|  | Cuba       | Cuba       | 76         |      |         | Finale 3º posto | Finale 3º posto | Finale 3º posto |  |
|  | Cuba       | Cuba       | 76         |      |         |                 |                 |                 |  |
|  |            |            |            |      |         |                 |                 |                 |  |
|  |            |            |            |      |         | Canada          | Canada          | 71              |  |
|  |            |            |            |      |         | Canada          | Canada          | 71              |  |
|  |            |            |            |      |         | Messico         | Messico         | 34              |  |

### Finali 5º - 7º posto
|  | Semifinali 5º/8º posto | Semifinali 5º/8º posto | Semifinali 5º/8º posto |           |      | Finale 5º posto | Finale 5º posto | Finale 5º posto |  |
|  |                        |                        |                        |           |      |                 |                 |                 |  |
|  | Cile                   | Cile                   | 81                     |           |      |                 |                 |                 |  |
|  | Cile                   | Cile                   | 81                     |           |      |                 |                 |                 |  |
|  | Rep. Dominicana        | Rep. Dominicana        | 60                     |           |      |                 |                 |                 |  |
|  | Rep. Dominicana        | Rep. Dominicana        | 60                     |           | Cile | Cile            | 46              |                 |  |
|  |                        |                        |                        |           | Cile | Cile            | 46              |                 |  |
|  |                        |                        | Argentina              | Argentina | 85   |                 |                 |                 |  |
|  |                        |                        | Argentina              | Argentina | 85   |                 |                 |                 |  |
|  |                        |                        |                        |           |      |                 |                 |                 |  |
|  |                        |                        |                        |           |      |                 |                 |                 |  |

### Semifinali
- 5º - 7º posto

| Culiacán 20 settembre 2003, ore 17:00             | Cile  | 81 – 60 (15-11, 34-34, 57-52) referto | Rep. Dominicana |  |
| \| \| \| \| \| Naranjo 20 \| Punti \| 34 Durán \| |       |                                       |                 |  |
|                                                   |       |                                       |                 |  |
| Naranjo 20                                        | Punti | 34 Durán                              |                 |  |

- 1º - 4º posto

| Culiacán 20 settembre 2003, ore 19:00                             | Brasile | 71 – 65 (21-17, 40-36, 53-46) referto | Canada |  |
| \| \| \| \| \| Janeth 31 \| Punti \| 12 Bouchard, Sutton-Brown \| |         |                                       |        |  |
|                                                                   |         |                                       |        |  |
| Janeth 31                                                         | Punti   | 12 Bouchard, Sutton-Brown             |        |  |

| Culiacán 20 settembre 2003, ore 21:00             | Cuba  | 76 – 49 (23-8, 41-20, 54-32) referto | Messico |  |
| \| \| \| \| \| Águila 16 \| Punti \| 10 García \| |       |                                      |         |  |
|                                                   |       |                                      |         |  |
| Águila 16                                         | Punti | 10 García                            |         |  |

### Finali
- 5º - 6º posto

| Culiacán 19 settembre 2003                        | Argentina | 85 – 46 (23-4, 42-16, 60-29) referto | Cile |  |
| \| \| \| \| \| Sánchez 22 \| Punti \| 15 Gómez \| |           |                                      |      |  |
|                                                   |           |                                      |      |  |
| Sánchez 22                                        | Punti     | 15 Gómez                             |      |  |

- 3º - 4º posto

| Culiacán 21 settembre 2003, ore 19:00               | Canada | 71 – 34 (15-19, 40-25, 56-34) referto | Messico |  |
| \| \| \| \| \| Bouchard 17 \| Punti \| 18 García \| |        |                                       |         |  |
|                                                     |        |                                       |         |  |
| Bouchard 17                                         | Punti  | 18 García                             |         |  |

- 1º - 2º posto

| Culiacán 21 settembre 2003, ore 21:00             | Brasile | 90 – 81 (23-19, 49-39, 67-58) referto | Cuba |  |
| \| \| \| \| \| Janeth 23 \| Punti \| 25 Plutín \| |         |                                       |      |  |
|                                                   |         |                                       |      |  |
| Janeth 23                                         | Punti   | 25 Plutín                             |      |  |

## Classifica finale
| Campione d'America | Campione d'America | Campione d'America |
| --- | ------------------ | --- |
| Brasile4 Adrianinha, 5 Helen, 6 Micaela, 7 Leila Sobral, 8 Iziane, 9 Janeth, 10 Vivian, 11 Jacqueline, 12 Érika, 13 Alessandra, 14 Cíntia Tuiú, 15 Kelly, All. Antônio Barbosa |                    | |
| Argento | Cuba               | Cuba4 Víctores, 5 Suero, 6 Plutín, 7 Gelis, 8 Soria, 9 Águila, 10 Boulet, 11 Martínez, 12 Duany, 13 Castillo, 14 Hechavarría, 15 Ávila, All. José Ramírez                         |
| Bronzo | Canada             | Canada4 Hendry, 5 Gabriele, 6 Brassard, 7 Thorburn, 8 Smith, 9 Doan, 10 Dales, 11 Norman, 12 Bouchard, 13 Johnson, 14 Murray, 15 Sutton-Brown, All. Allison McNeill               |
| 4. | Messico            | Messico4 Acosta, 5 Orozco, 6 Fonseca, 7 A. García, 8 Rosales, 9 Camacho, 10 Lechuga, 11 Ortega, 12 Arguello, 13 Arroyos, 14 V. García, 15 N. García, All. Oswaldo Paredes         |
| 5. | Argentina          | Argentina4 Ríos, 5 Soberón, 6 Pavón, 7 Cacciapuoti, 8 Mendoza, 9 Chesta, 10 Gatti, 11 Paoletta, 12 A. Fernández, 13 C. Fernández, 14 Sánchez, 15 F. Fernández, All. Eduardo Pinto |
| 6. | Cile               | Cile4 M. Valenzuela, 5 Franco, 6 Scheel, 8 López, 9 García, 10 Aragonese, 11 Naranjo, 12 Mondaca, 13 Guerrero, 14 R. Valenzuela, 15 Gómez, All. Ricardo González                  |
| 7. | Rep. Dominicana    | Rep. Dominicana4 Montilla, 5 Díaz, 6 Fajardo, 7 Durán, 8 Frías, 9 Ramírez, 10 Genao, 11 Polanco, 12 Paniagua, 13 Mota, 14 Morton, 15 Santos, All. Julio César Javier              |